# Клан Кулбертсон
Клан Кулбертсон (ірл. - Clan Culbertson) - один з кланів Ірландії англо-саксонсько-норманського походження. 

## Історія клану Кулбертсон
Вважається, що клан Кулберстон виник від лицаря, що переселився в Ірландію з Англії під час англо-норманського завоювання Ірландії. Англійська мова за багато століть своєї історії змінювалась і написання назви клану Кулберстон і назви роду вождів клану Кулберстон з часом змінювалось. Історики зустрічають багато варіантів цієї назви: Culbert, Colbert, Culbertson, Colbertson, Culberts, Colberts, Coulbert, Culbart, Culbirt та ін.
Вперше в історичних документах лицарі Кулберстон згадуються щодо земель Чешир та Ланкашир (Англія), де вони поселилися в часи короля Вільгельма І Завойовника і судячи по всьому прийшли з ним з Нормандії. Лицарі Кулберстон згадуються в документах 1066, 1086, 1205, 1500 років. 
У XVIII столітті багато Кулбертсонів переселились до Америки. З документів 1799 року відомий Ральф Кулберстон з Пенсильванії. Джон Кулбертсон був землевласником в Меріленді в 1812 році. Олександр, Ендрю, Аллен, Гамільтон, Х’ю, Джордж, Вільям, Джеймс, Джейн, Мозес, Роберт, Вільсон Кулбертсони були власниками землі в Філадельфії в у 1832 - 1878 роках. В Австралію переселився з Ірландії Альфред Джон Кулбертсон в 1855 році прибувши туди на кораблі «Родні». 

## Відомі і видатні люди з клану Кулбертсон
- Олександр Кулбертсон - підкорювач Дикого Заходу в ХІХ ст. в Америці.
- Бренда Кулбертсон - астроном.
- Бріан Кулбертсон (нар. 1973) - американський джазовий музикант.
- Кларенс Кулбертсон (1869 - 1951) - американський політик.
- Клів Кулберстсон (нар. 1954) - засновник Ордена друїдів Ольстера (Ірландія).
- Девід Кулберстсон - сенатор від штату Техас.
- Еван Кулбертсон - американський поет.
- Флойд Дуглас Кулбертсон (1908 - 1989) - американський юрист та громадський діяч.
- Френк Кулбертсон (нар. 1949) - астронавт.
- Джім Кулбертсон - керівник джазової музичної групи.
- Джон Кулбертсон (1921 - 2001) - американський економіст.
- Джон Кулбертсон (1891 - 1982) - американський юрист.
- Майкл Кулбертсон - американський релігійний діяч та місіонер до Китаю.
- Род Кулбертсон (нпр. 1950) - британський актор.
- Вільям Константин Кулбертсон (1825 - 1906) - конгресмен від штату Пенсильванія.